# کورالی لاسورس
کورالی لاسورس (فرانسوی: Coralie Lassource‎؛ زادهٔ ۱ سپتامبر ۱۹۹۲) بازیکن هندبال زن اهل فرانسه است.